# Mészáros József (irodalomtörténész)
Mészáros József (Székelyhíd, 1928. augusztus 1. – Marosvásárhely, 2004. július 26.) erdélyi magyar könyvtáros, bibliográfus, irodalomtörténész.

## Életútja
A nagyváradi Kereskedelmi Középiskolában érettségizett (1949), a Bolyai Tudományegyetemen előbb filozófiát hallgatott, majd magyar nyelv és irodalom szakos diplomát szerzett (1953). A marosvásárhelyi Vörös Zászló irodalmi és művelődési oldalainak szerkesztője (1953-58), állásából a magyarországi forradalommal való rokonszenve miatt menesztették. A Maros megyei könyvtárhoz került, 1960-tól – többször is lefokozott – főkönyvtáros nyugdíjazásáig (1989). A megye közkönyvtár-hálózatának irányítója, az országos könyvtárosképző tanfolyamok lektora.

## Munkássága
Kutatási területe a könyvtártudomány, művelődéstörténet, folklór. Első írásai a Református Jövőben (1944), majd az Utunk, Igaz Szó, Korunk, A Hét, Könyvtári Szemle, Művelődés, Ifjúmunkás, Új Élet és napilapok hasábjain jelentek meg; a Marosvásárhelyi Rádióban irodalomnépszerűsítő műsora volt. Könyvészeti munkái közt szerepel Petőfi Sándor a romániai magyar könyvkiadásban és a romániai magyar sajtóban (részlegesen Igaz Szó, 1969/7), könyvészeti válogatás Szilágyi Domokos műveiből és a róla szóló irodalomból verseinek egy németországi kiadása számára (1974). Orbán Balázs 150 fényképének felfedezője, s ezek Székelyföld képekben (1971) c. kiadványának társszerzője. Részt vett Birtalan József, Hubbes Walter és Zoltán Aladár megzenésítette szövegek füzetekben és lemezen való megjelentetésében. Elkészítette az Igaz Szó 1953-1972 közötti húsz évfolyamának repertóriumát, s folytatását egészen 1989-ig (kézirat).
1989 után a Romániai Magyar Szó, Valóság, Népújság és a korondi Hazanéző munkatársa.

## Szerkesztései
- Ünnepi ének (szöveggyűjtemény tömegrendezvényekhez, Marosvásárhely, 1969);
- Gondolatok a könyvről (gyűjtemény, Téka, 1972);
- Biblioteca Judeţeană Mureş (kismonográfia, társszerző Dimitrie Poptămaş és Zsigmond Irma, Marosvásárhely, 1979);
- Adomák és tanítómesék (Tiboldi István gyűjtése a Székelykeresztúron megtalált Kriza-hagyatékból, 1988)
- Erőss Attila: Remények bölcsője, álmok temetője. Marosvásárhely : Juventus Kiadó, 1999[1]

## Köteteiből
- Kós Károly egyetemessége. Kolozsvár : Tinivár Kiadó, 1996[2]
- Tömören-Lazán. Kolozsvár : Tinivár, 2004 (Ötven év vers- és aforizma termése)[3]

## Társasági tagság
- Az EMKE megyei szervezetének titkára.
- Helikon - Kemény János Alapítvány kuratóriumának tagja[4]

## Díjak, elismerések
- Monoki István-díj (1999)[5]
- Magyar Kultúra Lovagja (2000)[6]
- Pro libro senator cím és díszoklevél (2003)[7]